# QV80
QV80 (Queens' Valley 80) è la sigla che identifica la tomba della regina Tuia, moglie del faraone Seti I, madre di Ramses II e morta nel 1257 a.C., nella  Valle delle Regine in Egitto.
La tomba fu brevemente menzionata da Lepsius in un suo resoconto di una campagna di scavi durata dal 1842 al 1845 e identificata come tomba numero 7. Essa compare poi, ma senza numero, in un elenco compilato da Porter e Moss, mentre una sua descrizione più dettagliata è riportata in un rapporto redatto da Demas e Neville per il Getty Conservation Institute.

## La tomba
La tomba QV80 è costituita da un corto corridoio, un vestibolo e una stanza più interna ed è situata a ovest della QV66, la tomba di Nefertari.
Si ritiene che Tuia sia morta attorno al ventiduesimo anno di regno di suo figlio Ramses II, quindi attorno al 1257. Tale ipotesi si basa su un'iscrizione presente su un'anfora trovata nella tomba e databile appunto a quell'anno. L'iscrizione recita: «Anno 22: Vino, [...] del Grande Vigneto di A[... del] Re dell'Alto e del Basso Egitto, Usermaatre Setepenre, L.P.H., nel Recinto di Amon, [...]».
Le scene dipinte sulle pareti della tomba che sono sopravvissute fino ai giorni nostri e che vogliono per lo più celebrare la gloria del regno di Tuya, non sono molto ben conservate, e ciò anche a causa dei successivi utilizzi della costruzione. Essa fu infatti certamente riutilizzata durante il Terzo periodo intermedio e probabilmente anche durante il i periodi Tolemaico e Copto.
All'interno della tomba sono stati trovati diversi oggetti di pregevole fattura, tra cui il coperchio di uno dei vasi canopi, frammenti di un sarcofago e parti di molti ushabti.